# Смольков, Валерий Анатольевич
Вале́рий Анато́льевич Смолько́в (род. 11 июня 1971, Владимир) — советский и российский футболист.

## Биография
Воспитанник владимирского футбола. Первым профессиональным клубом Смолькова стал воронежский «Факел». В высшей лиге играл в 1992—1994 годах за камышинский «Текстильщик» и в 1997 за «Тюмень». В элите российского футбола провёл 51 игру, забил 2 мяча (в сезоне-1992, в ворота «Спартака» Владикавказ и «Шинника»).
Также выступал за саратовский «Сокол», липецкий «Металлург», «Спартак-Орехово», владимирское «Торпедо», «Рыбинск», новомосковский «Дон», щёлковский «Спартак» и «Вичугу».